# Unión de Horodło

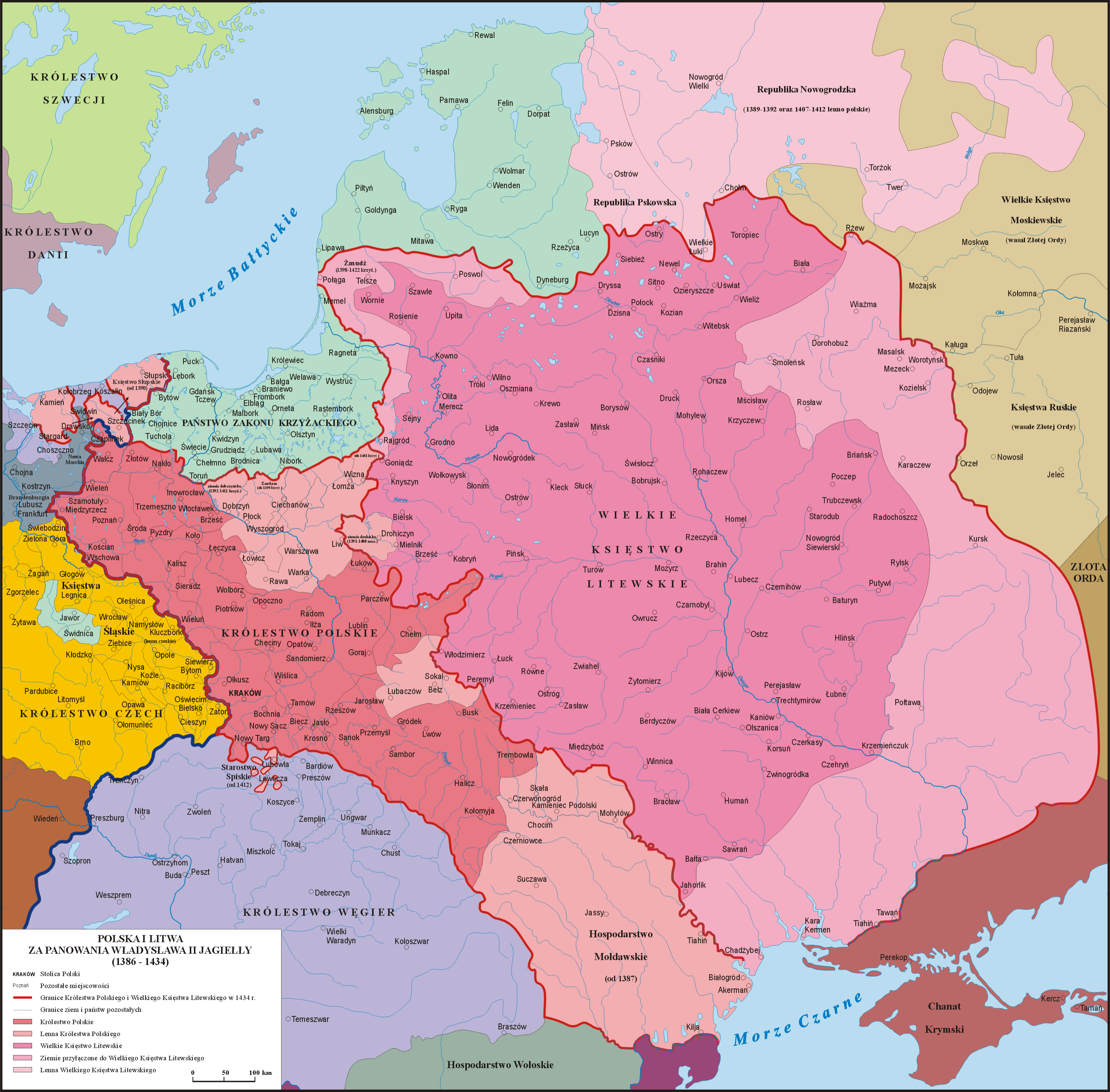
Polonia, Lituania y alrededores, 1386–1434

La Unión de Horodło o Pacto de Horodło fue un conjunto de tres actos firmados en la ciudad de Horodło el 2 de octubre de 1413. El primer acto fue firmado por Vladislao II de Polonia, rey de Polonia, y Vytautas, Gran Duque de Lituania. El segundo y el tercer acto fueron compuestos por la nobleza polaca (szlachta) y los boyardos lituanos, respectivamente. El sindicato modificó los primeros sindicatos polaco-lituanos de Krewo y Vilnius-Radom. Políticamente, Lituania recibió más autonomía ya que, después de la muerte de Vytautas, los nobles lituanos podían elegir otro Gran Duque en lugar de pasar el título a Vladislao II de Polonia o su heredero. Sin embargo, culturalmente, Lituania y Polonia crecieron más cerca. Lituania adoptó las instituciones polacas de castellano y voivoda. A los nobles católicos lituanos y a los funcionarios eclesiásticos se les concedieron los mismos derechos que los nobles y el clero polacos. Cuarenta y siete nobles lituanos seleccionados fueron adoptados por familias polacas y se les otorgaron escudos polacos. Así, la unión significó los comienzos de la polonización de la cultura lituana y el ascenso de la nobleza lituana. Fue uno de los principales pasos hacia la modernización y europeización de Lituania.

## Antecedentes históricos
Polonia y Lituania se habían unido en una unión personal desde la Unión de Krewo de 1385. Ambos países fueron gobernados por Vladislao II de Polonia. Sin embargo, después de la Guerra Civil lituana (1389-1392) y el Acuerdo de Ostrów, Vytautas obtuvo el poder supremo en Lituania. La base legal para las relaciones polaco-lituanas fue revisada por la Unión de Vilnius y Radom de 1401, que reiteró la independencia de facto de Lituania y la supremacía polaca de jure. Vytautas se conocería con el título de Gran Duque ( Magnus dux ) y gozaría de un vasto poder en Lituania, mientras que técnicamente estaba subordinado a Vladislao II de Polonia, "Duque Supremo" ( supremus dux ) y Rey de Polonia.  La unión se firmó después de que el ejército de Vytautas fuera derrotado en la batalla del río Vorskla y debilitó a Lituania en busca de apoyo polaco.  Aprovechando la derrota lituana, el Principado de Smolensk, Veliky Novgorod y Pskov se rebelaron contra el gobierno lituano, lo que llevó a Vytautas a una guerra con el Gran Ducado de Moscú. Sin embargo, en pocos años se restableció la paz en el este.
En 1409, el segundo levantamiento samogitiano contra los caballeros teutónicos escaló en la guerra polaco-lituana-teutónica. Las fuerzas conjuntas polaco-lituanas derrotaron a los Caballeros en la batalla decisiva de Grunwald en 1410. Sin embargo, la guerra no resolvió todas las disputas y hacia 1413 Polonia-Lituania se estaba preparando para otra guerra con los Caballeros (ver Guerra del Hambre). Estos acontecimientos alentaron a Polonia y Lituania a revisar su relación.

## Disposiciones
El tratado repitió el carácter indisoluble de la unión polaco-lituana mientras equilibraba cuidadosamente los intereses polacos y lituanos. Los lituanos ganaron más autonomía ya que recibieron el derecho de elegir un nuevo Gran Duque después de la muerte de Vytautas. La Unión anterior de Vilnius y Radom estipuló que Lituania pasaría a Vladislao II de Polonia o su heredero. Sin embargo, los nobles lituanos prometieron consultar a los nobles polacos al elegir un sucesor de Vytautas. Lo contrario también fue cierto: los nobles polacos prometieron consultar con los lituanos al elegir al próximo rey polaco.  El pacto contenía una de las primeras menciones del Seimas del Gran Ducado de Lituania. Los nobles polacos y lituanos acordaron celebrar un sejm general conjunto para discutir todos los asuntos importantes, pero tal sejm no tuvo lugar hasta 1564.  Sin embargo, fue un reconocimiento de los poderes políticos de los nobles lituanos.
Los nobles y el clero lituanos obtuvieron los mismos derechos que la nobleza y el clero polacos. Sin embargo, esto se extendió solo a los católicos; muchos nobles rutenios, que eran ortodoxos orientales, fueron excluidos. Los nobles lituanos seleccionados, 47 en total, fueron adoptados en familias heráldicas polacas y se les concedieron escudos polacos. Este gesto simbólico significó su deseo de adoptar las costumbres occidentales e integrarse en la sociedad occidental. La igualdad de derechos fomentó la cooperación y el parentesco entre los nobles polacos y lituanos. La influencia de la cultura polaca continuó aumentando, culminando en la Unión de Lublin de 1569.
Otra resolución importante fue la adopción de divisiones y oficinas administrativas polacas como voivode y castellano por Lituania. La unión creó el voivodato de Trakai y Vilnius, gobernado por dos nobles lituanos. Los antiguos principados y ducados eslavos conservaron en gran medida sus antiguas características políticas, sociales y administrativas para otro siglo. El voivodato de Kiev se estableció en 1471, se establecieron otros cinco voivodatos entre 1504 y 1514. Este cambio administrativo significó la modernización del Gran Ducado y un declive de la política dinástica tradicional. Anteriormente, las principales regiones del Gran Ducado estaban gobernadas por miembros de la dinastía gobernante (hermanos, hijos, primos, etc. del Gran Duque). Tales principados permanecieron semiindependientes y sus gobernantes podrían convertirse en poderosos rivales del Gran Duque con sus propias reclamaciones al trono. Los nuevos voivodatos estaban gobernados por nobles confiables, ajenos al clan real, que podían ser reemplazados fácilmente. Pronto, la nobleza reemplazó a los miembros de la dinastía gobernante como la fuerza impulsora detrás de la política lituana.